# جو سيمون
جو سيمون (بالإنجليزية: Joe Simon)‏ مواليد 11 أكتوبر 1913 في نيويورك - الوفاة 14 ديسمبر 2011 في نيويورك، كان كاتب، فنان، محرر وناشر قصص مصورة أمريكي. صنع وشارك في صنع عدة شخصيات في الثلاثينات والأربعينات الميلادية. شارك مع الفنان جاك كيربي في صنع شخصية كابتن أمريكا.

## روابط خارجية
- جو سيمون على موقع IMDb (الإنجليزية)
- جو سيمون على موقع قاعدة بيانات الأفلام السويدية (السويدية)
- جو سيمون على موقع قاعدة بيانات الفيلم (الإنجليزية)